# Calamotropha argenticilia
Calamotropha argenticilia là một loài bướm đêm trong họ Crambidae.